# Tacaná
El Tacaná és un volcà de l'Amèrica Central, que es troba a la frontera entre Guatemala i Mèxic. El volcà és conegut a Mèxic com a Volcán Tacina.
És un estratovolcà actiu, estrombolià, que s'eleva fins als 4.092 metres sobre el nivell del mar. Està situat dins la municipalitat de Tacaná, al Departament de San Marcos, Guatemala; i les de Cacahoatán i Unión Juárez, a l'estat de Chiapas, Mèxic. És el segon cim més alt de Guatemala, i els seus vessants estan coberts per boscos frondosos.
El volcà està constituït per roques d'andesita, hiperstena i augita, i s'alça sobre una base de roques volcàniques del Terciari i roques ígnies de composició granítica-diorítica. Al vessant O-SO, hi ha una zona de fumaroles, amb temperatures variables entre els 82 i 94 °C. A més a més, entre els 1.500 i els 2.100 msnm hi ha fonts termals amb temperatures que varien de 40 a 55 °C, en un indret conegut com a Agua Caliente.
Se sap de l'existència de períodes d'erupcions freàtiques i fumaròl·liques en 1855, 1878, 1903, 1949-1951 i 1988. La més gran de les erupcions del volcà va ocórrer el 70 AD (± 100 anys) i fou catalogada amb un Índex d'explosibilitat volcànica de 4 pel Global Volcanism Program de la Smithsonian Institution.
La paraula Tacaná és d'origen mam i significa casa de foc. Durant la colonització espanyola el volcà era conegut com el Volcà de Soconusco.
El 2006 el volcà Tacaná fou designat reserva de la biosfera per la Unesco.